# Finn Jacobsen
Finn Jacobsen (født 1932) var en dansk atlet medlem af Københavns IF. Han vandt det danske mesterskab på 400 meter hæk i 1957.

## Danske mesterskaber
- Guld 1957 400 meter hæk 55.2
- Sølv 1956 Længdespring 6,66

## Personlige rekorder
- 100 meter: 11.4, 1957
- 200 meter: 23.7 1956
- 400 meter: 50.9 1957
- 110 meter hæk: 16.4 1956
- 400 meter hæk: 55.2 1957
- Længdespring: 6.78 1956